# Dlouhá Ves (district de Havlíčkův Brod)
Pour les articles homonymes, voir Dlouhá Ves.
Dlouhá Ves (en allemand : Langendorf) est une commune du district de Havlíčkův Brod, dans la région de Vysočina, en République tchèque. Sa population s'élevait à 452 habitants en 2019.

## Géographie
Dlouhá Ves se trouve à 5 km à l'ouest de Přibyslav, à 8 km à l'est-sud-est de Havlíčkův Brod, à 22 km au nord-nord-est de Jihlava et à 105 km à l'est-sud-est de Prague.
La commune est limitée par Pohled et Stříbrné Hory au nord, par Přibyslav à l'est, par Šlapanov au sud et au sud-ouest, et par Bartoušov à l'ouest.

## Histoire
La première mention écrite de la localité date de 1256.

## Transports
Par la route, Dlouhá Ves se trouve à 9,5 km de Havlíčkův Brod, à 33 km de Jihlava et à 125 km de Prague.